# Veyrines-de-Domme
Veyrines-de-Domme (occitan: Veirinas) là một xã, nằm ở tỉnh Dordogne vùng Aquitaine của Pháp. Xã này có diện tích 11,44 km², dân số năm 2007 là 212 người. Xã nằm ở khu vực có độ cao trung bình 240 m trên mực nước biển.

## Thông tin nhân khẩu
| Năm    | 1962 | 1968 | 1975 | 1982 | 1990 | 1999 | 2007 |
| ------ | ---- | ---- | ---- | ---- | ---- | ---- | ---- |
| Dân số | 211  | 194  | 201  | 199  | 219  | 196  | 212  |